# Gotthold Weil

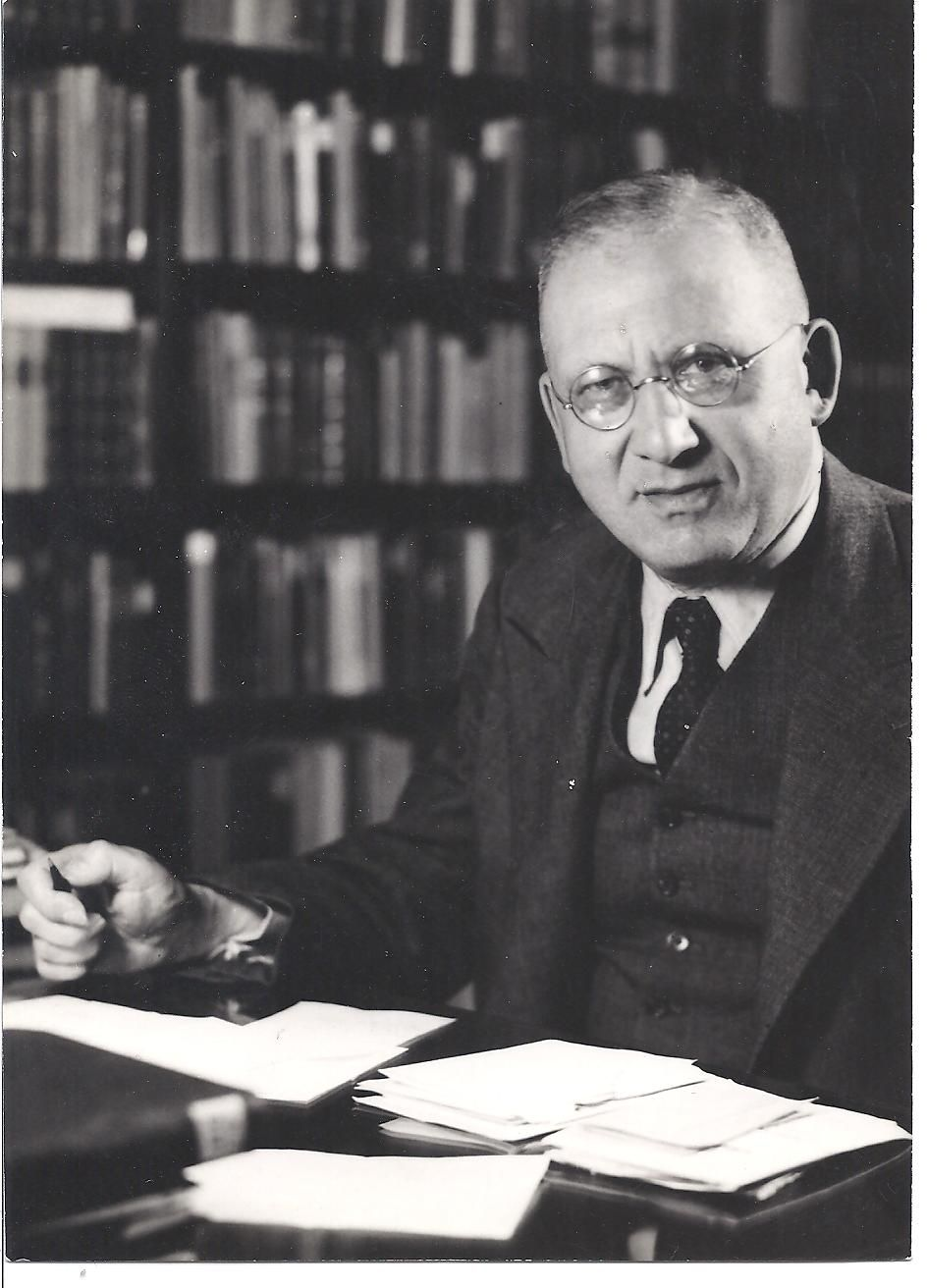
Gotthold Weil

Gotthold Eljakim Weil (* 13. Mai 1882 in Berlin; † 25. April 1960 in Jerusalem) war ein deutsch-israelischer Orientalist und Bibliothekar.

## Leben
Gotthold Weil studierte an der Friedrich-Wilhelms-Universität in Berlin, wo er ab 1914 auch im Seminar für Turkologie lehrte.
Seit 1915 wirkte er neben Eugen Mittwoch (dieser seit 1908) als Dozent an der Veitel Heine Ephraimschen Lehranstalt (V.H.E.L.) in Berlin. 1918 wurde er Leiter der Orientalischen Abteilung der Staatsbibliothek zu Berlin.
Von 1931 bis 1934 war er Professor für Orientalistik am Orientalischen Seminar der Johann Wolfgang Goethe-Universität in Frankfurt am Main. Er lehrte auch an der Hochschule für die Wissenschaft des Judentums in Berlin.
Im Zuge der nationalsozialistischen Maßnahmen der „Gleichschaltung“ wurde er als jüdischer Dozent in den Zwangsruhestand versetzt.
Deshalb emigrierte er 1935 nach Palästina und war bis 1946 Leiter der Nationalbibliothek an der Hebräischen Universität in Jerusalem. Sein Nachfolger in diesem Amt war Curt Wormann.
Gotthold Weil verstarb im April 1960 im Alter von 77 Jahren in Jerusalem.

## Schriften (Auswahl)
- Grundriß und System der altarabischen Metren. Harrassowitz, Wiesbaden 1958, OCLC 929750197 (eingeschränkte Voransicht mit Suchfunktion in der Google-Buchsuche).
- Veitel Heine Ephraimsche Lehranstalt. In: Jüdisches Lexikon. Band IV/2. Begr. von Georg Herlitz und Bruno Kirschner. Jüdischer Verlag, Berlin 1930, OCLC 309930633, Sp. 1160 f. (unter dem Autorenkürzel „G. W.“; uni-frankfurt.de); Nachdruck der 1. Auflage im Athenäum Verlag, Frankfurt/M. 1987, ISBN 3-610-00400-2, hier Band 4/2: S–Z, DNB 820798622.